# Адамантиос Диамантис
Адама̀нтиос Диамантѝс (на гръцки: Αδαμάντιος Διαμαντής; на английски: Adamantios Diamantis) е кипърски художник реалист, един от основоположниците на кипърското изобразително изкуство. Целият му труд – от първите пейзажи до работите от последните години, са посветени на Кипър. Цялото му огромно творчество представлява едно от най-пълните художествени описания на неговото време.

## Биография
Адамантиос Диамантис е роден на 23 януари 1900 година в Никозия. От 1920, в продължение на две години, учи живопис в Художественото училище „Свети Мартин“ и след това продължава да следва в Лондонския кралски колеж по изкуствата. Завършва го с отличие през 1923 година.
През 1926 година се завръща в Кипър и до 1962 г. работи като преподавател в Общокипърската гимназия в Никозия. Едновременно с това развива важна социална и културна дейност. Член е на Дружеството за кипърски етнографски проучвания и събира предмети на народното изкуство. Участва в организацията и основаването на Музея на народното творчество в Никозия, на който става първият директор.
През 1923 година получава първа награда за дизайн от Кралския колеж по изкуствата в Лондон. През 1976 е удостоен с наградата на Художествената академия в Атина за цялостно творчество и за усилията си като преподавател, а през 1993 – наградата на Кипър за постиженията си в областта на изкуствата.
Адамантиос Диамантис умира на 28 април 1994 година в Никозия.

## Творчество
Диамантис създава стотици платна и в разгара на различни абстракционистки увлечения успява да съхрани верността си към Реализма. Ранните му творби показват някои експерименти в модернистични стилове, особено кубизма, но той бързо се отказва от тях. Картините му, изобразяващи живота в градовете, често излъчват тревога, смътно вълнение и напрегнато очакване. Пример за това е картината му „Таверна Асма-Алти“ (1961), където образите на хората, събрани на евтино кафе в горещия следобед, изразяват нерадостни мисли и скрита тревога. В противовес на това, картината му „Отдих“, рисувана почти 20 години по-рано, през 1942 година, е пропита с мека елегичност, покой и изразява безметежен вътрешен мир. Художникът излага редица свои произведения на международни изложби в различни европейски столици – Лондон, Единбург, Атина, София, Прага, Будапеща, Берлин, Букурещ, Белград, Париж и други.
Главните изразни средства, които отличават творбите на Диамантис, са характерните композиции, както и пластиката и колорита на силуетите, които са едни от най-силните елементи в неговата живопис. Колоритът му е съвкупност от чисти цветове, богатство на нюансите и плътност. Пейзажите му са ярки и жизнерадостни, а морето в „Малко пристанище в Кирения“ просто блести.
Портретите, които рисува, са пестеливи и изразителни – портрет на майка, просяк с бебе, момиче с макове, мъже, заети с игра на карти в кафене, жени с делви, сутрешна служба в църквата. Всички тези образи от ранните картини на художника са изпълнени със скрита сила и емоционален заряд. По-късно, към средата на 50-те години, в творбите му започва да се усеща все по-силно безпокойство. Кипър минава през трудни времена, борбата срещу британското владичество се ожесточава, засилва се противопоставянето между гърци и турци на острова. На платната на художника, като отражение на размирните времена, все по-често се появяват, а понякога и преобладават, тъмните цветове.
През 1963 година, в един трагичен за Кипър момент, насилствените сблъсъци между двете общности стават сериозна заплаха за новосъздадената независима Кипърска република. На фона на тези събития Диамантис започва работа над своя знаменит цикъл „Агония“. Както авторът сам казва, главното в тази картина е било да изобрази отчаянието, като рисува мятащи се човешки фигури, техният страх и техните надежди.

## „Светът на Кипър“
Най-силното отражение на отиващия си щастлив свят художникът изразява в най-известната си работа – монументалната картина „Светът на Кипър“. Тя се състои от 11 акрилни платна, рисувани между 1967 и 1972, които са резултат от скици и рисунки, правени след 1931 година. Общият размер на картината е 17,5 х 1,75 метра и съдържа 67 човешки фигури и някои островни пейзажи – селяни и свещеници, деца и възрастни хора, млади и стари жени. Някои изобразяват завърнали се от работа изтощени хора, почиващи в настъпващия привечерен сумрак. Други са седнали на грубо сковани маси или са се подпрели на прости столове, отпуснали на коленете си уморени ръце.
Всички фигури са рисувани по съществуващи вече ескизи, правени от натура, всеки елемент от картината е подготвян предварително с много рисунки и скици. Диамантис твърди, че добре познава всеки един от изобразените хора – селският скулптор, мъдрецът, прекрасния музикант, младата булка, цялата в бяло, която отдавна е искал да нарисува. Специално място в картината заемат хората от село Асия, което художникът често посещава и което след турското нашествие остава недостъпно за него.
Фонът е в меки земни цветове, а фигурите са оконтурени с черно, за да не се отвлича вниманието от тях. Хората са нарисувани в реален размер, също в черно и кафяво, единствено комбинирани с бялото на блузите, на брадите и косите, на престилките на момичетата.
За първи път творбата е изложена в Музея на народното творчество в Никозия през май 1975 година, само 9 месеца след окупирането на острова. След това отпътува за Гърция, където е показана в Атинската национална галерия, а впоследствие е закупена от университета „Аристотел“ в Солун. Критичната ситуация в Кипър след турската инвазия от 1974 година се счита за непредсказуема и връщането на картината не е безопасно. Въпреки това Диамантис получава устно обещание, че работата ще се върне в Кипър, когато условията на острова станат по-приемливи. По-късно Фондация Левентис връща монументалното платно в Кипър и сега то е изложено в Галерия Левентис в центъра на Никозия. Подготвителните скици и рисунки към него се намират в различни европейски музеи и частни колекции.

## Турска инвазия
Диамантис дълбоко преживява трагедията през 1974 година, когато северната част от острова е завзета от Турция. По негови думи той често излиза на балкона и гледа към любимите Кирения и полуостров Карпасия, до които никога вече не може да отиде. Хора, които познава добре, са останали без домовете и имуществото си, вижда смъртта, отчаянието и разпадането на неговия свят. Това го кара много дълго време да не може да се върне към рисуването.
През следващите 5 години рисува само няколко картини и то такива, посветени на мъката и страданията на кипърците. Например в произведението си „Трагедия вкъщи“ (1976) художникът изобразява убита от скръб жена, старци със сурови лица и изплашени деца.
Художникът е организатор на първото художествено училище в Никозия и го ръководи до 1962 година. Работите на неговите ученици са показани с голям успех през 1950 година на изложба в Атина.
Със своята енергия, талант и любов към страната той не само способства за развитието на кипърското изобразително изкуство, но и полага началото на изучаването на културното наследство на острова.